# Eleocharis laeviglumis
Eleocharis laeviglumis är en halvgräsart som beskrevs av R.Trevis. och Boldrini. Eleocharis laeviglumis ingår i släktet småsäv, och familjen halvgräs. Inga underarter finns listade i Catalogue of Life.